# Bathsheba
Bathsheba är en parishhuvudort på Barbados.   Den ligger i parishen Saint Joseph, längs nordostkusten, 16 kilometer nordost om huvudstaden Bridgetown. 2012 uppskattades det att det bodde 1 521 personer i staden. 